# Salgari (album)
Salgari è un album pubblicato nel 1995 dal pianista italiano Ludovico Einaudi.

## Formazione
Voce recitante: Mousumi Sengupta
Voce: Cristina Paltrinieri
Coro: Naimy Hackett, Lalla Francia, Lola Fegali
Arpa: Cecilia Chailly
Pianoforti: Michele Fedrigotti, Camilla Rigamonti
Tastiere: Ludovico Einaudi
Percussioni: Carlo Boccadoro, Luca Gusella
Mani: Carlo Boccadoro, Filippo Del Corno, Ludovico Einaudi, Luca Gusella
Archi: Il Quartettone
1° violino solo: Carlo De Martini
2° violino solo: Giambattista Pianezzola
1ª viola: Cristina Cassiani Ingoni
Flauto, ottavino: Renato Rivolta
Flauto barocco: Emilio Galante
Oboe: Mario Arcari
Clarinetto: Paolo Beltramini
Corno: Giovanni Hoffer
Tromba: Demo Morselli
Trombone: Ambrogio Frigerio
Tuba: Maurizio Dolci

## Tracce
1. Prologo – 3:09
2. Jungla I – 4:45
3. Jungla II – 2:49
4. Realtà I – 4:22
5. Viaggio I – 5:45
6. Interludio I – 3:38
7. Jungla III – 3:21
8. Viaggio II – 6:19
9. Jungla IV – 7:32
10. Interludio II – 5:00
11. Jungla V – 1:56
12. Jungla VI – 3:09
13. Jungla VII – 4:24
14. Interludio III – 4:49
15. Viaggio III – 6:00
16. Jungla VIII - Realtà II – 4:59
17. Finale – 3:14

Durata totale: 75:11